# Passi el que passi
Passi el que passi es una película española rodada en catalán dirigida por Robert Bellsolà.

## Argumento
Un guionista de cine decide hacer el amor con su mujer cuatro veces durante el fin de semana, pero su hija, amigos y una fiesta de por medio se lo pondrán difícil.

## Reparto
- Marcel Tòmas interpreta a Álex.
- Carlotta Bosch interpreta a Mónica.
- Antonio De Matteo interpreta a Roberto.
- David Moreno interpreta a Víctor.
- Mavel de la Rosa interpreta a Ari
- Mireia Vallès interpreta a Judith.
- Sara Gálvez interpreta a Sara.
- Sonia Moreta interpreta a Guadalupe.
- Jordi Piña interpreta al sheriff.
- Jordi Romanós interpreta a Guillem.
- Ramón Curos interpreta a Nicolau.

## Producción
Para la financiación de la película, Bellsolà pidió las pertinentes subvenciones de proyectos al Ministerio de Cultura de España y al ICIC catalán, pero ambos se lo denegaron. Así que decidió seguir con el proyecto y se lo financió gracias a la ayuda de amigos y de algún dinero que tenía ahorrado. El rodaje se llevó a cabo durante 12 días en Gerona, en donde se alquiló una casa en la que vivió todo el equipo tanto técnico como artístico., 
Todo ese equipo era novel en el largometraje, incluido el propio director., Para la realización de la banda sonora, además de las composiciones instrumentales específicamente creadas por Xurxo Núñez, el multiinstrumentista compositor hermano del gaitero gallego Carlos Núñez, encontramos canciones preexistentes de los grupos musicales Amics de les Arts, Pepper Pot, Miqui Puig, Violet Frequency, Rodney Gemmell, José Domingo y María Rodes con los cuales se llegaron a diferentes acuerdos de intercambio o favores para la cesión de los temas., El director decidió rodar la película en catalán, ya que es el idioma que él habitualmente utiliza y le resultaría no natural, para esta historia en concreto, rodarlo en otro idioma.

## Distribución
La película fue exhibida antes del estreno en los festivales Moscow International Film Festival, en el Detroit Windsor International Film Festival y en el New York City International Film Festival. Como campaña publicitaria, Bellsolà publicitó la película en las principales redes sociales como Facebook para que ya fuese conocida por el público antes de su estreno. La campaña se basó fundamentalmente en que no había recibido subvenciones utilizando la frase "Un film independent fet sense subvencions i per tant sense malgastar diner públic" (Una película independiente hecha sin subvencioes y, por tanto, sin malgastar el dinero público).
Robert Bellsolà no tenía pensado en principio como iba a distribuir su film, tan sólo sabía que pasase lo que pasase lo iba a rodar. Al compar los derechos TV3 para que fuera emitida por televisión decidió que se distribuyera en cines, aunque sólo la distribuyó en Cataluñay Andorra debido a que le costaba 8000 euros doblarla al español para estrenarla en el resto del país, y no lo veía posible. Su preestreno se produjo el 18 de julio de 2011 a las 22.00 horas en las salas de OCine de Tarragona en el que estuvieron Robert Bellsolà y Marcel Tomàs entre otros actores del film. La película se estrenó el 22 de julio del mismo año en 12 salas de cine tras haber ido el propio director cine por cine convenciendo a los exhibidores.

## Recepción

### Taquilla
La película recaudó 8765 euros en su primer fin de semana con un promedio de 975 euros por cada cine (un total de 9). En su segundo fin de semana recaudó 4850, habiendo perdido más de la mitad de las salas.